# Michel Foucault
Michel Foucault, született Paul-Michel Foucault (Poitiers, 1926. október 15. – Párizs, 1984. június 25.) francia filozófus és történész, a Collège de France tagja, a 20. század egyik legnagyobb hatású gondolkodója a bölcsészet- és társadalomtudományok területén.

## Kezdeti évek, iskolái
Egy vidéki, előkelő nagypolgári családban született. Édesapja, Paul-André Foucault kiváló sebész volt. Édesanyja, Anne is orvoscsaládból származott, az ő édesapja is sebész volt. Maga is szeretett volna orvosi pályára menni, de Michel és öccse nevelése lefoglalta, így az akkori időkben a nőkkel szembeni előítéletek okán sem válhatott neves orvossá.
Foucault Poitiers-ban kezdte meg tanulmányait, melyek eredményei hullámzóak voltak, a kiváló és a közepes között váltakoztak. Matematikából például nagyon rossz tanuló volt, ugyanakkor rendszeresen nyert díjakat francia, történelem, görög és latin nyelvből. Ám tanulmányi eredményei az iskola harmadik évében, 1940-ben, a franciaországi hadjárat megindítását követően, meredeken zuhanni kezdtek. Nem tudta elviselni, hogy a háború miatt Poitiers-ba menekült párizsi családok gyermekei, új iskolatársak érkezése után sok humán tantárgyból már nem ő a legjobb. 
Édesanyja, előre látva a fiát fenyegető bukást (el nem kerülhető évismétlés) a poitiers-i Collège Saint-Stanislasba íratta, ahol hamarosan az eminensek közé tartozott. Új iskolájában már csak barátja, Pierre Rivièrenote előzte meg, Foucault-nak sikerült filozófiai díjat is nyernie. Az utolsó évben filozófiatanára (Dom Pierrot atya) azon diákok kategóriájába sorolta, akik számára a filozófia "mindig is a kíváncsiság tárgya" volt, akik inkább Descartes felé hajlottak, szemben azokkal, akik számára a filozófia inkább egzisztenciális, létfontosságú kérdés volt, akik pedig inkább Pascal felé hajlottak. Az érettségin filozófiából jelesre vizsgázott. Ami a Collège Saint-Stanislasról szóló emlékeit illeti, azok gyűlöletesek maradtak számára: megvetette a vallásos légkört és semmibe vette az ott kapott kurzusokat.
Minthogy a filozófia iránti érdeklődése elsődlegessé vált és eredményei kiválóak voltak e téren, a filozófia terén szeretett volna továbbtanulni. Ezzel szemben apja azt akarta, hogy kövesse ősei példáját, és orvos legyen. Ez a konfliktus volt az oka, hogy Foucault keresztnevét megváltoztatta, elhagyta nevéből az édesapja után kapott „Paul” nevet.
1943 szeptemberében a poitiers-i Lycée Henri-IV irodalmi előkészítő osztályában folytatta tanulmányait. A filozófia iránt egyre nagyobb érdeklődést tanúsítva (anélkül, hogy a történelmet hanyagolta volna), a fiatal diák filozófiatanárának fő beszélgetőtársává vált az órákon: "Dialógusaik közben a többi diák egy kissé fölöslegesnek érezhette magát." Foucault akkoriban meglehetősen magányos volt, "állandóan dolgozott, és alig érintkezett a többiekkel": saját elmondása szerint a felvételi előtt néhány héttel engedélyezett magának először egy tizenöt perces szünetet. "A verseny, a versengés, a többet tenni, mint a másik, elsőnek lenni, a magamfajta mindig is ebben a világban élt " – magyarázta később. Ennek ellenére 1945-ben, ugyan csak kis híja volt, de nem sikerült felvételi vizsgája az egyik legrangosabb francia felsőoktatási intézménybe, az École normale supérieure-be. Százegyedik lett, míg a szóbeli vizsgára csak az első száz jelöltet hívták be.
Édesanyja segítségével Foucault a második világháborút követően Párizsba költözött. Sikerült otthagynia a fojtogatónak érzett Poitiers-t, és 1945-ben felvételt nyert a párizsi Lycée Henri-IV-be. Édesanyjának megvolt a kellő anyagi háttere ahhoz, hogy fia albérletben lakhasson, lévén a törékeny és labilis kamasz igencsak idegenkedett a líceumi internátus közösségi életétől. A kollégisták "bunkó vidékinek", "vad, rejtélyes, önmagába zárkózott fiúnak" látták. Foucault keményen tanult, "mint egy őrült". Jean Hyppolite, akkori tanára a Lycée Henri-IV-ben, aki lenyűgözte és akit ragyogónak talált, egyszerűen elkápráztatta. Később soha nem szűnt meg hangoztatni, hogy örökre adósa marad tanárának, Hegel munkái átfogó ismerőjének. 1975-ben még azt is kijelentette, hogy "mindent neki köszönhet ".
A Jean Hyppolite-ot követő professzor azt mondta a fiatal Foucault-ról: "sokkal jobb, mint az érdemjegyei – meg kellene szabadulnia a hermetizmusra való hajlamától", mert "túl szigorú elme". Foucault olvasta és szerette Balzacot, Stendhalt és Gide-et, de mindenekelőtt egyre fokozódott a filozófia iránt lelkesedése. Tanárai szerint "elit tanuló" vált belőle, a tanév eleji hetedik helyről az elsőre tornászta fel magát történelemből, míg a huszonkettedik helyéről az év végére szintén az első helyre emelkedett filozófiából.
1946-ban negyedik lett a párizsi École normale supérieure felvételi vizsgáján. Ez az intézmény a humán tudományok fellegvárának tekinthető, Foucault itt elsősorban filozófiát tanult, de felvette mellé a pszichológiát is.

## Életpályája
1951 és 1955 között Louis Althusser kérésére pszichológiát tanított az École normale supérieure-en, emellett asszisztensi állást vállalt a Lille-i Egyetemen, ahol 1953-tól 1954-ig pszichológiát is tanított. 1954-ben adta ki első könyvét, a Maladie mentale et personnalité-t, amely Louis Althusser megbízásából készült, de később megtagadta. 1952-ben pszichopatológiából szerzett diplomát.
1955-ben ráébredt, hogy nem érdekli a tanári pálya, és hosszú időre száműzetésbe vonult Franciaországon kívülre. 1955-ben a svédországi Uppsalai Egyetemen kulturális tanácsadóként vállalt állást, amelyet Georges Dumézil, későbbi barátja és mentora szerzett neki. 1957 júliusában fedezte fel José Corti kiadójánál (Párizsban) Raymond Roussel költő La Vue című művét. Ez utóbbi azt tanácsolta neki, hogy vásárolja meg Roussel teljes életművét a Lemerre-kiadásban, amely már ritkaságszámba ment akkor. 
1958 októberében Svédországból Varsóba utazott. Ő vezette a Francia Civilizációs Központ megnyitását, amely a varsói Francia Intézetnek a Lengyel Népköztársaságban néhány évvel korábban történt bezárását volt hivatott pótolni. Előadásokat tartott az egyetemen és a Neolatin Nyelvek Intézetében. 1959-ben végül a lengyel belügyi rendőrség zaklatta: tartottak a tevékenységétől és kapcsolataitól – maga Władysław Gomułka követelte távozását. 1959 elején a nyugat-németországi Hamburgba költözött, ahol a helyi Francia Intézet igazgatói posztját töltötte be. 1960-ban visszatért pszichológiát tanítani Franciaországba Clermont-Ferrand egyetemére, mellette folytatta doktori dolgozata írását, majd 1961-ben Párizsban ledoktorált. 
Az 1968 májusi események idején főleg Tunéziában tartózkodott (bár májusban néhány napra visszatért Párizsba), ahol részt vett a márciustól júliusig tartó tunéziai diáklázadásokban. Visszatérve Franciaországba, 1969 elején néhány hónapra a Centre universitaire de Vincennes egyetem filozófia-tanszékének tanára lett. Kiadta L'Archéologie du savoir című könyvét (zömmel Tunéziában írta), amely válasz volt kritikusainak. Benne megvallotta, hogy zavarba ejtette a korszakról szóló "elméletek, viták és anatémák kirobbanása". Igazából 1969-től kezdett politizálni.
1970-ben megválasztották Franciaország legrangosabb szellemi intézménye, a Collège de France tagjának. Ez a tisztség végigkísérte hátralévő életét, melyet elsősorban az írásnak szentelt. 1970-től halála évéig a Collège keretében évente tartott előadásokat. Az előadás-sorozatot 13 kötetben jelentették meg 1997 és 2015 között.
1976-tól Foucault egyre több időt töltött az Egyesült Államokban, a Buffalói Egyetemen, ahol 1970-ben, első amerikai látogatása során tartott előadást; valamint a Berkeley-i Kaliforniai Egyetemen is, ahol előadásait nagy számban látogatták a diákok. Ebben az időszakban kezdte írni A szexualitás története című tanulmányát, melyből az eredetileg tervezett hat kötet helyett három jelent meg. 
1977-ben Jean-Paul Sartre-ral, Jacques Derridával, más értelmiségiekkel és feminista aktivistákkal (például Simone de Beauvoir, Françoise d'Eaubonne és Hélène Cixous) együtt Foucault aláírta a francia parlamentnek címzett nyílt levelet "a felnőttek és kiskorúak közötti kapcsolatokat szabályozó egyes törvények felülvizsgálata tárgyában", amelyben a felnőttek és a tizenöt év alattiak – a franciaországi szexuális nagykorúság korhatára – közötti, beleegyezésen alapuló szexuális kapcsolatok dekriminalizálását követelte. A petíció a homoszexuálisokkal szembeni megkülönböztetés megszüntetése mellett is kiállt (akik esetében a nemi nagykorúságot a törvényben tizennyolc éves korban állapították meg), valamint követelték a kiskorúak veszélyeztetésére vonatkozó törvényben foglalt beleegyezési életkor csökkentését.
2021-ben, Guy Sorman, liberális francia-amerikai filozófus professzor a brit Sunday Timesnak adott lapinterjúban „pedofil erőszakolónak” nevezte Foucault-t, azt állítva: tanúja volt annak, hogy Foucault 1969-ban a húsvéti ünnepek alatt szexuális kapcsolatot létesített gyerekekkel a Sidi Bou Saïd-i temetőben, Tunéziában. Sorman Foucault munkásságát és politikai elkötelezettségét úgy jellemezte, mint "alibit a gyalázataira". Állításaira azonban egyelőre semmiféle bizonyíték nincs.
A szexualitás történetének második és harmadik kötete, a L'Usage des plaisirs és a Le Souci de soi 1984-ben jelent meg. Az olvasókat meglepte tárgyuk (klasszikus latin és görög szövegek) és megközelítésük, különösen az a figyelem, amelyet Foucault a szubjektumnak szentelt, egy olyan fogalomnak, amelyet korábban elhanyagolt. A szexualitás történetének utolsó kötete, a Les Aveux de la chair, amelynek kiadását Foucault 1984-ben elhalasztotta, végül 2018-ban jelent meg a Frédéric Gros72 kiadásában.

## Magánélete
Foucault nyílt homoszexuális élettársi kapcsolatban élt 1963-tól haláláig Daniel Defert-rel. A hetvenes-nyolcvanas években részese volt a San Franciscó-i szadomazochista szubkultúrának.
Michel Foucault 1984 június elején került kórházba Párizsban, majd 25-én halt meg AIDS-szel kapcsolatos fertőzéses betegségben.
Barátja, Edmund White beszámolója szerint Foucault sokáig nem hitt az AIDS létezésében:
"Milyen tökéletes, Edmund! Ti amerikai puritánok mindig kitaláljátok a betegségeket. És ez csak a feketéket, a drogfüggőket és a homoszexuálisokat érinti: tényleg tökéletes!"
A halálát övező hazugságok és félreértések késztették Daniel Defert-t arra, hogy létrehozza az AIDS74 nevű, AIDS elleni francia egyesületet. 
À l'ami qui ne m'a pas sauvé la vie (A barátnak, aki nem mentette meg az életemet) című könyvében Hervé Guibert, Michel Foucault egyik barátja (a könyvben "Muzil" becenéven) beszél betegségéről, haláláról és arról, hogy Foucault elutasította művei posztumusz kiadását. A filozófus halálát és temetését Guibert Les secrets d'un homme dans so című novellája idézi fel.

## Munkássága
Foucault elsősorban a különböző társadalmi intézmények (a pszichiátria, az orvostudomány és a börtönbüntetés), valamint a szexualitás történetéről szóló újszerű kutatásairól ismert. A hatalom problémáját, illetve a tudás és a hatalom közti viszonyt, valamint a diskurzus működését középpontba állító megközelítése számos kortárs társadalomtudományi elméletbe beépült.

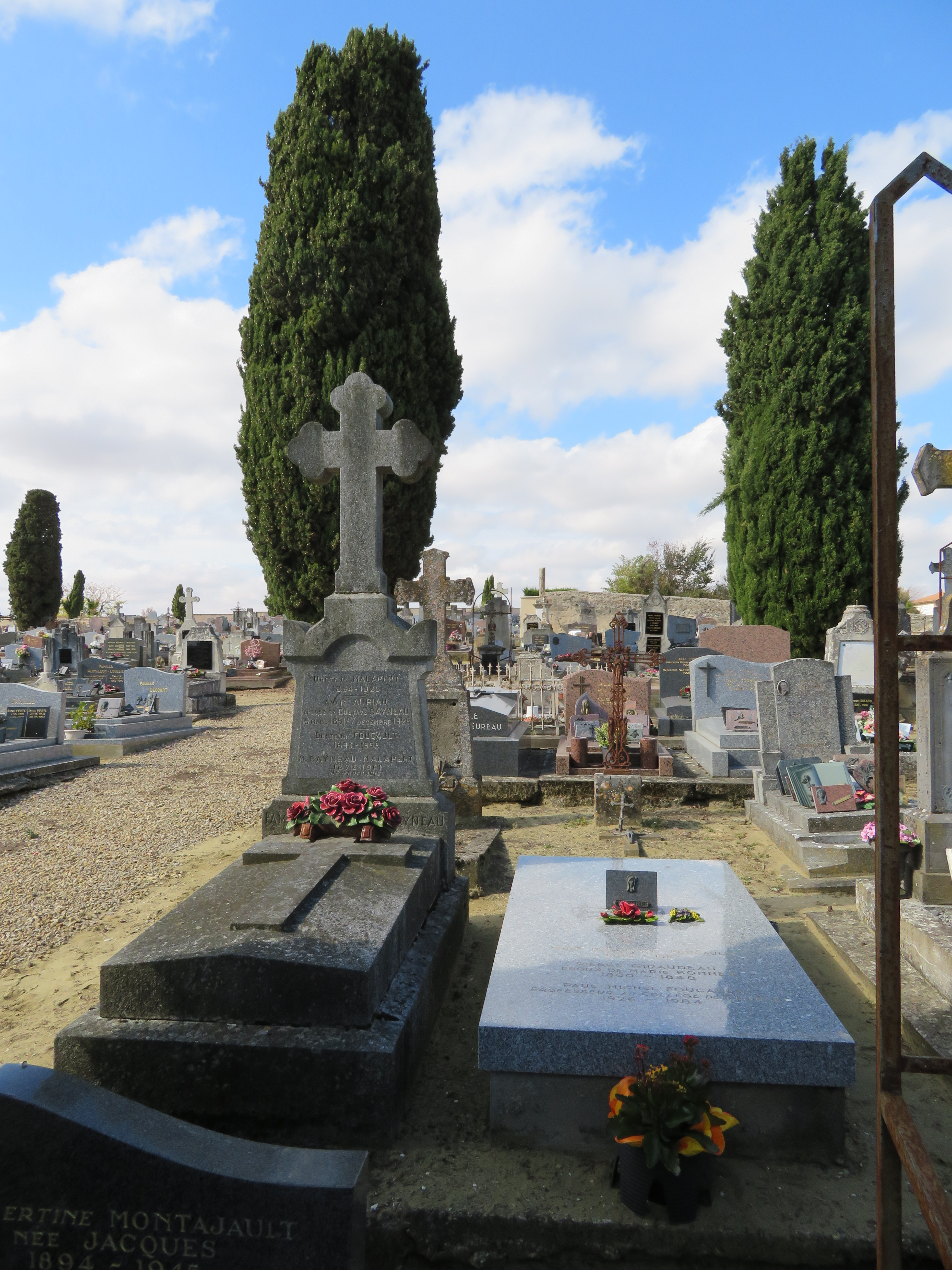
Michel Foucault, édesanyja és édesapja sírja Vendeuvre du Poitou-ban.

A kritikusok és kommentátorok Foucault munkásságát legtöbbször a posztmodernizmus és a posztstrukturalizmus áramlatába sorolják, bár a hatvanas években egyértelműen kapcsolódott a strukturalizmushoz is. Foucault minden hasonló címkét elutasított, mivel ezeket túl kényelmesnek és leegyszerűsítőnek tartotta.

## Magyarul megjelent művek

### Monográfiák
Foucault magyarul megjelent monográfiái az eredeti francia megjelenés sorrendjében
- 1961 – A bolondság története a klasszicizmus korában; ford. Sujtó László; Atlantisz Könyvkiadó, Budapest, 2004 (Kísértések), ISBN 963-9165-76-X
- 1966 – A szavak és a dolgok. A társadalomtudományok archeológiája; ford. Romhányi Török Gábor; Osiris, Budapest, 2000 (Osiris könyvtár. Filozófia) ISBN 963-379-514-1
- 1969 – A tudás archeológiája; ford., jegyz. Perczel István; Atlantisz Könyvkiadó, Budapest, 2001 (Kísértések), ISBN 9639165530
- 1975 – Felügyelet és büntetés. A börtön története; ford. Fázsy Anikó, Csűrös Klára; Gondolat, Budapest, 1990 (Társadalomtudományi könyvtár) ISBN 963-282-335-4
- 1976 – A szexualitás története I.; ford. Ádám Péter; Atlantisz Könyvkiadó, Budapest, 1999 (Veszedelmes viszonyok), ISBN 9639165387
- 1984 – A szexualitás története II.; ford. Albert Sándor, Szántó István, Somlyó Bálint; Atlantisz Könyvkiadó, Budapest, 2011 (Veszedelmes viszonyok), ISBN 9789639777187
- 1984 – A szexualitás története III.; ford. Sujtó László; Atlantisz Könyvkiadó, Budapest, 2001 (Veszedelmes viszonyok), ISBN 9639165220

### Egyéb kötetek, válogatások
Magyarul megjelent válogatások, Foucault közreműködésével készült könyvek a cím alapján rendezve
- Elmebetegség és pszichológia; ford. Romhányi Török Gábor; Corvina, Budapest, 2000 (Faktum) ISBN 963-13-4552-1
- Én, Pierre Rivière, aki lemészároltam anyámat, húgomat és öcsémet. Egy XIX. századi szülőgyilkosság; ford. Ádám Anikó, Lóránt Zsuzsa; Jószöveg Műhely, Budapest, 1999 ISBN 963-9134-26-0
- Herculine Barbin, más néven Alexina B. Egy hermafrodita naplója (Jószöveg, 1997) ISBN 963-9134-01-5
- A fantasztikus könyvtár. Válogatott tanulmányok, előadások és interjúk; vál., ford. Romhányi Török Gábor; Pallas Stúdió–Attraktor, Budapest, 1998 ISBN 963-9022-85-3
- Az igazság és az igazságszolgáltatási formák; ford., utószó Sutyák Tibor; Latin Betűk, Debrecen, 1998 ISBN 963-85845-1-3
- A modernség politikai-filozófiai dilemmái, a felvilágosodáson innen és túl. Michel Foucault írásaiból; szerk., ford., tan. Szakolczay Árpád, sajtó alá rend. Gáthy Vera; MTA Szociológiai Kutató Intézete, Budapest, 1991 ISBN 963-8302-09-7
- Nyelv a végtelenhez. Tanulmányok, előadások, beszélgetések; szerk. Sutyák Tibor, ford. Angyalosi Gergely et al.; Latin Betűk, Debrecen, 1999 ISBN 963-9146-06-4 (2. jav. kiad., Latin Betűk, 2000)
- A rendellenesek. Előadások a Collège de France-ban, 1974–1975; ford. Berkovits Balázs; L'Harmattan–SZTE Filozófia Tanszék, Budapest–Szeged, 2014 (Rezonőr)

## Források

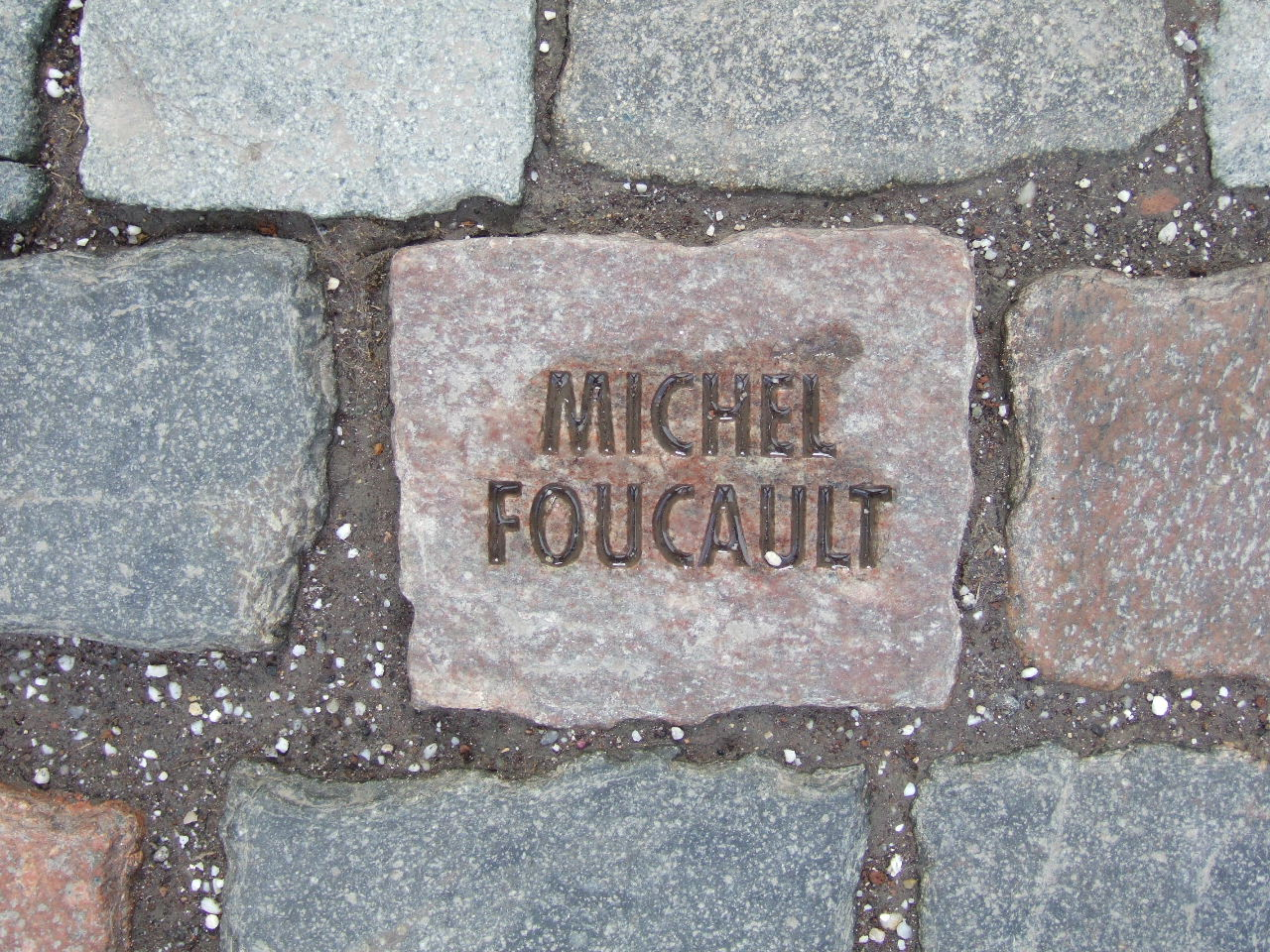
Tom Fecht készítette Bonnban található AIDS áldozatok emlékművének tégláján Michel Foucault neve

## Fordítás
Ez a szócikk részben vagy egészben  a   Michel Foucault című francia Wikipédia-szócikk ezen változatának fordításán alapul.  Az eredeti cikk szerkesztőit annak laptörténete sorolja fel. Ez a jelzés csupán a megfogalmazás eredetét és a szerzői jogokat jelzi, nem szolgál a cikkben szereplő információk forrásmegjelöléseként.